# Shintarō Shimizu
Shintarō Shimizu (jap. 清水 慎太郎 Shimizu Shintarō; ur. 23 sierpnia 1992) – japoński piłkarz występujący na pozycji napastnika. Obecnie występuje w Omiya Ardija.

## Kariera klubowa
Od 2011 roku występował w klubach Omiya Ardija i Fagiano Okayama.